# Calyptranthera caudiclava
Calyptranthera caudiclava là một loài thực vật có hoa trong họ La bố ma. Loài này được (Choux) Klack. mô tả khoa học đầu tiên năm 1996.